# 30 октября
30 октября — 303-й день года (304-й в високосные годы) по григорианскому календарю.
До конца года остаётся 62 дня.
До 15 октября 1582 года — 30 октября по юлианскому календарю, с 15 октября 1582 года — 30 октября по григорианскому календарю.
В XX и XXI веках соответствует 17 октября по юлианскому календарю.

## Праздники и памятные дни

### Национальные
- Россия:
  - День основания Российского военно-морского флота[2][3].
  - День памяти жертв политических репрессий.
- Словакия — День Декларации словацкой нации[4].

### Религиозные
Православие
 — Память жертв политических репрессий;
 — память пророка Осии (820 год до н. э.);
 — память мучеников, бессребреников Космы и Дамиана Аравийских и братий их мучеников Леонтия, Анфима и Евтропия (287 или 303 годы);
 — память преподобномученика Андрея Критского (767 год);
 — воспоминание перенесения мощей праведного Лазаря Четверодневного, епископа Китийского (898 год);
 — память преподобного Антония Леохновского, Новгородского (1611 год);
 — память священномученика Неофита Любимова и Анатолия Ивановского, пресвитера, преподобномученика Иакинфа (Питателева) и Каллиста (Опарина) (1918 год);
 — память священномученика Александра (Щукина), архиепископа Семипалатинского (1937 год);
 — празднование иконы Божьей Матери, именуемой «Прежде Рождества и по Рождестве Дева» 1827 год;
 — празднование иконы Божьей Матери, именуемой «Избавительница».

## События

### До XX века
- 1696 — Боярская Дума по настоянию Петра I приняла решение о создании регулярного военно-морского флота России[8].
- 1697 — в Рейсвейке подписан мирный договор между Францией и Священной Римской империей.
- 1730 — обер-камергер Эрнст Иоганн Бирон награждён орденом Святого Андрея Первозванного.
- 1888 — Джон Лауд получил патент на шариковую ручку.

### XX век
- 1905 — Император Всероссийский Николай II подписал «Манифест 17 октября».
- 1907 — русский физик Борис Розинг в ответ на поданную им 25 июля заявку получил патент № 18076 на «Способ электрической передачи изображений на расстояние», то есть телевидение.
- 1915 — Персидская кампания: начало Хамаданской операции русской армией.
- 1918 — Османская империя подписала соглашение о прекращении огня, положив конец Первой мировой войне на Ближнем Востоке.
- 1920 — в Сиднее основана Коммунистическая партия Австралии.
- 1937 — астероид Гермес приблизился к Земле на расстояние всего 780 тыс. км.
- 1938 — в США, на радиостанции CBS состоялась трансляция радиоверсии фантастического романа Герберта Уэллса «Война миров», стилизованная под прямой репортаж с места событий. Многие американцы поверили в реальность событий, что вызвало невиданную панику. Режиссёром радиопостановки был Орсон Уэллс.
- 1941:
  - Великая Отечественная война: начался первый штурм Севастополя;
  - Вторая мировая война: Франклин Д. Рузвельт одобрил выделение 1 млрд долларов в качестве помощи Советскому Союзу.
- 1954 — в северной части Бермудского треугольника исчез самолёт R7V-1 с 42 людьми на борту.
- 1961 — СССР произвёл взрыв самой мощной бомбы в мировой истории: 58-мегатонная водородная бомба («Царь-бомба») была взорвана на полигоне на острове Новая Земля. Никита Хрущёв пошутил, что первоначально предполагалось взорвать 100-мегатонную бомбу, но заряд уменьшили, чтобы не побить все стёкла в Москве.
- 1967 — впервые в космосе произведена автоматическая стыковка кораблей, это были аппараты серии «Космос» — «Космос-186» и «Космос-188», являвшиеся прототипами космического корабля Союз.
- 1974 — Грохот в джунглях — первый боксерский поединок на африканском континенте за звание чемпиона мира в тяжёлом весе между Мохаммедом Али и Джорджем Форманом.
- 1982 — ликвидирован Революционный совет Португалии.
- 1990 — на Лубянской площади в Москве установлен Соловецкий камень в память о жертвах политических репрессий.
- 1995 — второй референдум о независимости Квебека: 50,58 % проголосовавших высказались против выхода Квебека из состава Канады.
- 1998 — в городе Гётеборг на молодёжной дискотеке вспыхнул пожар, от огня и дыма погибли 63 подростка[9].

### XXI век
- 2001 — Вышел альбом «Invincible» — последний альбом Майкла Джексона перед его смертью.
- 2006 — из Москвы в Санкт-Петербург вновь запущен ЭР200. Благодаря реконструкции линии Санкт-Петербург — Москва, время пути сократилось до 235 минут[10].
- 2014 — Швеция стала первой страной ЕС, признавшей Государство Палестина.
- 2015 — пожар в клубе Colectiv в Бухаресте, 64 погибших.

## Родились

### До XIX века
- 1632 — Кристофер Рен (ум. 1723), английский архитектор, математик и астроном.
- 1678 — Пётр Ласси (ум. 1751), русский генерал-фельдмаршал.
- 1735 — Джон Адамс (ум. 1826), второй президент США (1797—1801).
- 1741 — Ангелика Кауфман (ум. 1807), немецкая художница, график.
- 1751 — Ричард Бринсли Шеридан (ум. 1816), англо-ирландский писатель и политик.
- 1762 — Андре Шенье (казнён в 1794), французский поэт, журналист и политик.
- 1787 — князь Алексей Орлов (ум. 1862), российский генерал, начальник III отделения (1845—1856), советник императоров Николая I и Александра II.

### XIX век
- 1806 — Степан Шевырёв (ум. 1864), русский литературный критик, историк литературы, поэт.
- 1817 — Герман Франц Мориц Копп (ум. 1892), немецкий химик.
- 1839 — Альфред Сислей (ум. 1899), французский художник английского происхождения.
- 1853 — Луиза Аббема (ум. 1927), французская художница, скульптор и дизайнер Прекрасной эпохи.
- 1855 — Пётр Гнедич (ум. 1925), русский писатель, драматург, переводчик, историк искусства, театральный деятель.
- 1861 — Эмиль Антуан Бурдель (ум. 1929), французский скульптор.
- 1871 — Поль Валери (ум. 1945), французский поэт, эссеист, философ.
- 1882 — Ханс Гюнтер фон Клюге (ум. 1944), немецкий военачальник, генерал-фельдмаршал нацистской Германии.
- 1885 — Эзра Паунд (ум. 1972), американский поэт, переводчик, литературный критик.
- 1887 — Георг Гейм (ум. 1912), немецкий поэт, писатель, драматург.
- 1888 — Василий Морозов (ум. 1950), российский военачальник, генерал-майор, активный участник Белого движения на юге России.
- 1895:
  - Герхард Домагк (ум. 1964), немецкий патолог и бактериолог, лауреат Нобелевской премии (1939);
  - Диккинсон Ричардс (ум. 1973), кардиолог, член Национальной академии наук США, нобелевский лауреат (1956).
- 1896 — Анатолий Новиков (ум. 1984), композитор, хоровой дирижёр, педагог, народный артист СССР.
- 1899:
  - Андрей Костиков (ум. 1950), советский учёный-механик, конструктор ракетной техники;
  - Надежда Мандельштам (ум. 1980), русская писательница, мемуаристка, лингвист, преподаватель, жена Осипа Мандельштама.

### XX век
- 1902:
  - Мария Искьердо (ум. 1955), мексиканская художница;
  - Семён Чуйков (ум. 1980), русский живописец, народный художник СССР.
- 1906:
  - Андрей Тихонов (ум. 1993), советский математик и геофизик, академик, дважды Герой Социалистического Труда;
  - Нино Фарина (погиб в 1966), итальянский автогонщик, первый чемпион мира в классе «Формула-1» (1950).
- 1908 — Дмитрий Устинов (ум. 1984), советский военный и государственный деятель, Маршал Советского Союза, кавалер 11 орденов Ленина.
- 1915 — Роберт Монро (ум. 1995), американский инженер радиовещания.
- 1917:
  - Анна Марли (при рожд. Бетулинская; ум. 2006), французская певица российского происхождения, автор песен;
  - Николай Огарков (ум. 1994), начальник Генштаба Вооружённых Сил СССР (1977—1984), Маршал Советского Союза;
  - Морис Трентиньян (ум. 2005), французский автогонщик, пилот «Формулы-1».
- 1918 — Георгий Егоров (ум. 2008), начальник Главного штаба ВМФ СССР (1977—1991), адмирал флота, Герой Советского Союза.
- 1920 — Вячеслав Кондратьев (покончил с собой в 1993), русский советский поэт, прозаик, художник-оформитель.
- 1924 — Владимир Гуляев (ум. 1997), актёр театра и кино, заслуженный артист РСФСР.
- 1931 — Джордже Марьянович (ум. 2021), сербский певец и композитор.
- 1932 — Луи Маль (ум. 1995), французский кинорежиссёр, оператор, продюсер, сценарист.
- 1936
  - Полина Астахова (ум. 2005), советская гимнастка, 5-кратная олимпийская чемпионка.
  - Маргарита Войтес (ум. 2024), советская, эстонская певица оперы и оперетты, актриса. Народная артистка СССР (1979).
- 1937 — Клод Лелуш, французский кинорежиссёр, сценарист, оператор, актёр, продюсер.
- 1939 — Грейс Слик, американская рок-вокалистка и автор песен, участница Jefferson Airplane, Jefferson Starship и Starship.
- 1941 — Рогволд Суховерко (ум. 2015), советский и российский актёр театра, кино и радио, мастер дубляжа.
- 1944 — Константин Титов, российский политик и государственный деятель.
- 1946 — Крис Слейд (наст. имя Кристофер Рис), британский рок-барабанщик.
- 1953 — Александр Полещук, лётчик-космонавт РФ, Герой России.
- 1957 — Александр Лазуткин, лётчик-космонавт РФ, Герой России.
- 1958 — Елена Макарова, российская журналистка, режиссёр, телеведущая, продюсер.
- 1960 — Диего Марадона (ум. 2020), аргентинский футболист и тренер, чемпион мира (1986).
- 1961 — Ромуальд Макаренко, советский и российский актёр театра и кино, режиссёр, сценарист.
- 1965 — Гэвин Россдэйл, британский певец и гитарист, основатель и лидер рок-группы «Bush».
- 1981 — Иванка Трамп, фотомодель, писательница, дочь президента США Дональда Трампа.
- 1986 — Томас Моргенштерн, австрийский прыгун на лыжах с трамплина, трёхкратный олимпийский чемпион.
- 1987 — Екатерина Тудегешева, российская сноубордистка, двукратная чемпионка мира.
- 1989 — Настя Люкин, американская гимнастка, олимпийская чемпионка (2008), 4-кратная чемпионка мира.
- 1990 — Иван Янковский, российский актёр театра и кино.
- 1991 — Артемий Панарин, российский хоккеист, трёхкратный призёр чемпионатов мира.
- 1996:
  - Девин Букер, американский баскетболист, олимпийский чемпион (2020);
  - Сэм Монтембо, канадский хоккеист; вратарь, чемпион мира (2023).
- 1998 — Кейл Макар, канадский хоккеист.

## Скончались

### До XIX века
- 1611 — Карл IX (р. 1550), король Швеции (1604—1611), из династии Васа.
- 1654 — Император Го-Комё (р. 1633), 110-й император Японии (1643—1654).
- 1739 — Леонтий Магницкий (фамилия при рожд. Теляшин; р. 1669), русский математик-педагог.
- 1758 — Иван Черкасов (р. 1692), русский государственный деятель, тайный советник, барон, кабинет-секретарь Петра I, Екатерины I и Елизаветы Петровны.
- 1760 — Христиан Людвиг Лисков (р. 1701), немецкий писатель-сатирик и дипломат.
- 1787 — Фердинандо Галиани (р. 1728), итальянский экономист.

### XIX век
- 1809 — Уильям Кавендиш-Бентинк, 3-й герцог Портлендский (р. 1738), 15-й и 20-й премьер-министр Великобритании (1783 и 1807—1809).
- 1823 — Эдмунд Картрайт (р. 1743), английский изобретатель механического ткацкого станка.
- 1824 — Чарльз Роберт Метьюрин (р. 1782), ирландский протестантский священник и писатель.
- 1894 — Алексей Корзухин (р. 1835), русский живописец, академик ИАХ.
- 1898 — Яков Полонский (р. 1819), русский поэт и прозаик.

### XX век
- 1902 — Эжен Мюнц (р. 1845), французский историк искусства.
- 1907 — Лидия Зиновьева-Аннибал (р. 1866), русская писательница.
- 1909 — Арсений Введенский (р. 1844), русский литературный критик, библиограф, историк литературы.
- 1910 — Анри Жан Дюнан (р. 1828), швейцарский филантроп, инициатор создания международного общества «Красный Крест», первый лауреат Нобелевской премии мира (1901).
- 1923 — Никанор (в миру Николай Павлович Кудрявцев; р. 1884), архиерей Православной российской церкви, настоятель Никольского единоверческого монастыря.
- 1928 — Владимир Грум-Гржимайло (р. 1864), российский и советский изобретатель, инженер-металлург, педагог, организатор производства.
- 1953 — Имре Кальман (р. 1882), венгерский композитор, автор оперетт.
- 1956 — Владимир Филатов (р. 1875), советский офтальмолог и хирург, академик АМН СССР.
- 1959 — Джим Моллисон (р. 1905), шотландский лётчик, пионер авиации.
- 1964 — Соломон Лурье (р. 1891), советский филолог-эллинист, историк античности и науки.
- 1965 — Александр Степанов (р. 1892), русский советский писатель, автор эпопеи «Порт-Артур».
- 1971:
  - Ольга Преображенская (р. 1881), русская советская актриса театра и кино, кинорежиссёр, сценарист, педагог;
  - Андрей Тутышкин (р. 1910), актёр, режиссёр, заслуженный артист РСФСР.
- 1975 — Густав Герц (р. 1887), немецкий физик, измеривший энергию кванта, лауреат Нобелевской премии (1925).
- 1977 — Густав Крклец (р. 1899), хорватский поэт, публицист, переводчик.
- 1981 — Аркадий Первенцев (р. 1905), русский советский писатель, сценарист, драматург, публицист.
- 1982 — Ирина Вильде (р. 1907), украинская советская писательница.
- 1987 — Джозеф Кэмпбелл (р. 1904), американский исследователь мифологии, религиовед.
- 1993 — Антанас Рамонас (р. 1947), литовский писатель-прозаик и эссеист.
- 1994 — Михаил Львовский (р. 1919), советский поэт-песенник, сценарист, драматург.
- 1995 — Константин Воинов (р. 1918), кинорежиссёр, сценарист, актёр, народный артист РСФСР.

### XXI век
- 2002 — Хуан Антонио Бардем (р. 1922), испанский кинорежиссёр и сценарист.
- 2008 — Валентин Бубукин (р. 1933), советский футболист, чемпион Европы (1960).
- 2009 — Клод Леви-Стросс (р. 1908), французский антрополог и этнолог.
- 2014 — Илья Рутберг (р. 1932), советский и российский актёр театра и кино, мим, театральный педагог.
- 2018 — Давид Черкасский (р. 1931), советский и украинский режиссёр-мультипликатор.
- 2020:
  - Месут Йылмаз (р. 1947), турецкий политик, премьер-министр Турции (1991, 1996 и 1997—1999);
  - Нобби Стайлз (р. 1942), английский футболист, чемпион мира (1966), обладатель Кубка европейских чемпионов;
  - Херб Эддерли (р. 1939), игрок в американский футбол на позиции корнербека.
- 2023 — Владимир Маркелов (р. 1957), советский гимнаст, олимпийский чемпион (1980), чемпион мира (1979), заслуженный мастер спорта СССР (1977), судья международной категории (1992).

## Приметы
День Осия.
- Дай роздых лошади. Телегу на повети, в сараи втаскивали мужики[11].
- На Осия — колесо с осью до самой весны расстаются.
- «Быстро тает день — не привяжешь за плетень».
- «Плачет октябрь холодными слезами»[11].